# Cephalodiscus
Cephalodiscus is een geslacht van hemichordaten uit de familie van de Cephalodiscidae.

## Soorten
- Cephalodiscus agglutinans Harmer & Ridewood, 1914
- Cephalodiscus atlanticus Bayer, 1962
- Cephalodiscus australiensis Johnston & Muirhead, 1951
- Cephalodiscus calciformis Emig, 1977
- Cephalodiscus densus Andersson, 1907
- Cephalodiscus dodecalophus McIntosh, 1882
- Cephalodiscus evansi Ridewood
- Cephalodiscus fumosus John, 1932
- Cephalodiscus gilchristi Ridewood, 1908
- Cephalodiscus gracilis Harmer, 1905
- Cephalodiscus graptolitoides Dilly, 1993
- Cephalodiscus hodgsoni Ridewood, 1907
- Cephalodiscus indicus Schepotieff, 1909
- Cephalodiscus kempi John, 1932
- Cephalodiscus levinseni Harmer, 1905
- Cephalodiscus nigrescens Lankester, 1905
- Cephalodiscus sibogae Harmer, 1905
- Cephalodiscus solidus Andersson, 1907

## Uitgestorven soorten
- † Cephalodiscus lutetianus Abrard, Dollfus & Soyer, 1950